# John W. Hazelton

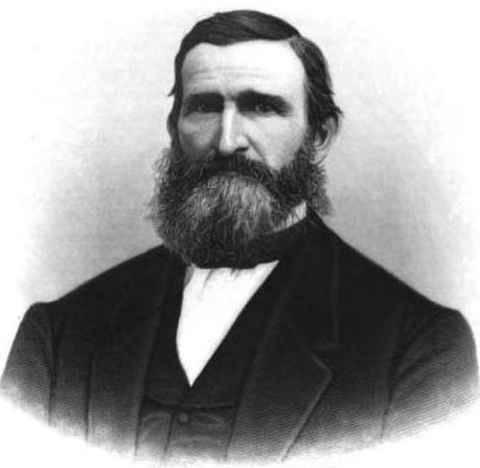
John W. Hazelton

John Wright Hazelton (* 10. Dezember 1814 in Mullica Hill, Gloucester County, New Jersey; † 20. Dezember 1878 ebenda) war ein US-amerikanischer Politiker. Zwischen 1871 und 1875 vertrat er den Bundesstaat New Jersey im US-Repräsentantenhaus.

## Werdegang
John Hazelton besuchte die öffentlichen Schulen seiner Heimat und arbeitete danach in der Landwirtschaft. In den 1850er Jahren schloss er sich der 1854 gegründeten Republikanischen Partei an. 1856 und 1868 war er Delegierter zu den jeweiligen Republican National Conventions, auf denen John C. Frémont und später Ulysses S. Grant als Präsidentschaftskandidaten nominiert wurden.
Bei den Kongresswahlen des Jahres 1870 wurde Hazelton im ersten Wahlbezirk von New Jersey in das US-Repräsentantenhaus in Washington, D.C. gewählt, wo er am 4. März 1871 die Nachfolge von William Moore antrat. Nach einer Wiederwahl konnte er bis zum 3. März 1875 zwei Legislaturperioden im Kongress absolvieren. Im Jahr 1874 wurde er nicht wiedergewählt. Nach dem Ende seiner Zeit im US-Repräsentantenhaus arbeitete John Hazelton wieder in der Landwirtschaft. Er starb am 20. Dezember 1878 nahe Mullica Hill.